# Codast

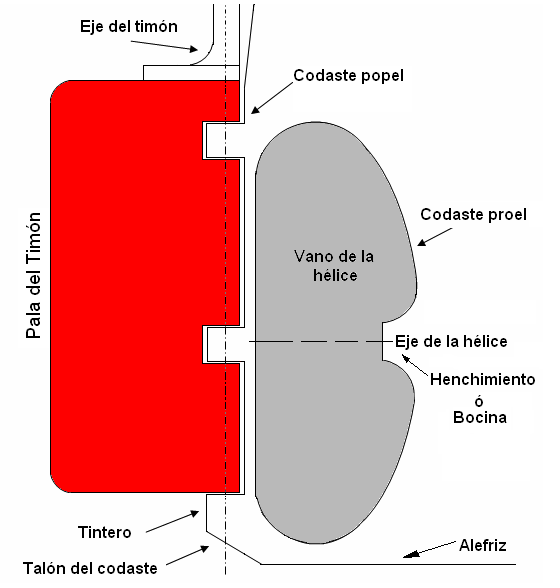
Especejament del codast, timó no compensat.

La roda de popa o codast (codastre) és un element estructural que continua la quilla a la popa. En els vaixells antics era una gran peça fosa que permetia allotjar l'hèlix en un lloc anomenat vànol, limitat pel codast de proa i el codast de popa.
També, és un reforç de la quilla a popa.
Les seves parts més importants són:
- Alefrís: que el relliga a la quilla.
- Taló: que suporta el pes de la pala de timó.
- Tinter: allotjament per l'extrem de l'eix de la pala.
- Codast de popa: extrem de popa del codast i perpendicular de popa.
- Botzina: suport de l'eix porta hèlix.
- Codast de proa: que el vincula les traques del folre del buc.